# Martin Maasik
Martin Maasik (* 3. April 1984 in Tallinn) ist ein estnischer Biathlet.
Martin Maasik ist Student und lebt und trainiert in Tallinn. Der Athlet von Sportclub Biathlon wird von Tõnu Pääsuke trainiert. Er begann 2003 mit dem Biathlonsport und gehört seit 2005 dem Nationalkader Estlands an. Maasik startete international erstmals bei den Junioren-Rennen der Biathlon-Weltmeisterschaften 2004 in Minsk, wo er 37. des Sprints und 33. der Verfolgung wurde. Höhepunkt der folgenden Saison wurden die Junioren-Weltmeisterschaften in Kontiolahti, bei denen der Este 57. des Einzels, 59. des Sprints, 46. der Verfolgung und 16. im Staffelrennen wurde.
Bei den Männern startete Maasik seit der Saison 2004/05 bei den Männern im Europacup, dem späteren IBU-Cup. Beim ersten Rennen, einem Einzel in Geilo zum Saisonauftakt wurde er 50. In Nové Město na Moravě schaffte er mit einem 35. Platz im Sprint 2007 sein bestes Ergebnis in der Rennserie. Erstes Großereignis bei den Männern wurden die Biathlon-Europameisterschaften 2006 in Langdorf, wo der Este 72. es Einzels wurde, im Sprint den 66. Platz belegte und mit Jarmo Nikolai, Anton Isatsenkov und Alari Remmelg 18. im Staffelrennen wurde. In der Saison 2006/07 bestritt Maasik in Hochfilzen sein bislang einzigen Rennen im Biathlon-Weltcup und wurde 107. eines Sprints. Nächstes Großereignis wurde die Militär-Skiweltmeisterschaft 2007 im heimischen Võru. Maasik kam mit Kauri Kõiv, Indrek Tobreluts und Priit Viks auf den fünften Platz im Militärpatrouillenlauf. Bei den Sommerbiathlon-Weltmeisterschaften 2008 in Otepää kam er nur in der Mixed-Staffel zum Einsatz und erreichte mit Tagne Tähe, Kadri Lehtla und Remmelg den achten Platz. 2008 kam der Este in Nové Město erneut bei Europameisterschaften zum Einsatz und wurde 70. des Einzels, verpasste als 66. des Sprints das Verfolgungsrennen und erreichte mit Martten Kaldvee, Karel Viigipuu und Daniil Steptšenko als Schlussläufer der Staffel den 14. Platz.

## Biathlon-Weltcup-Platzierungen
Die Tabelle zeigt alle Platzierungen (je nach Austragungsjahr einschließlich Olympische Spiele und Weltmeisterschaften).
- 1.–3. Platz: Anzahl der Podiumsplatzierungen
- Top 10: Anzahl der Platzierungen unter den ersten zehn (einschließlich Podium)
- Punkteränge: Anzahl der Platzierungen innerhalb der Punkteränge (einschließlich Podium und Top 10)
- Starts: Anzahl gelaufener Rennen in der jeweiligen Disziplin

| Platzierung                    | Einzel | Sprint | Verfolgung | Massenstart | Staffel | Gesamt |
| ------------------------------ | ------ | ------ | ---------- | ----------- | ------- | ------ |
| 1. Platz                       |        |        |            |             |         |        |
| 2. Platz                       |        |        |            |             |         |        |
| 3. Platz                       |        |        |            |             |         |        |
| Top 10                         |        |        |            |             |         |        |
| Punkteränge                    |        |        |            |             | 2       | 2      |
| Starts                         |        | 2      |            |             | 2       | 4      |
| Stand: nach der Saison 2010/11 |        |        |            |             |         |        |